# Fiala Géza
Fiala Géza, az 1940-es évektől Forgács Géza (Budapest, 1875. április 18. – Budapest, 1953. március 5.) magyar építész.

## Élete

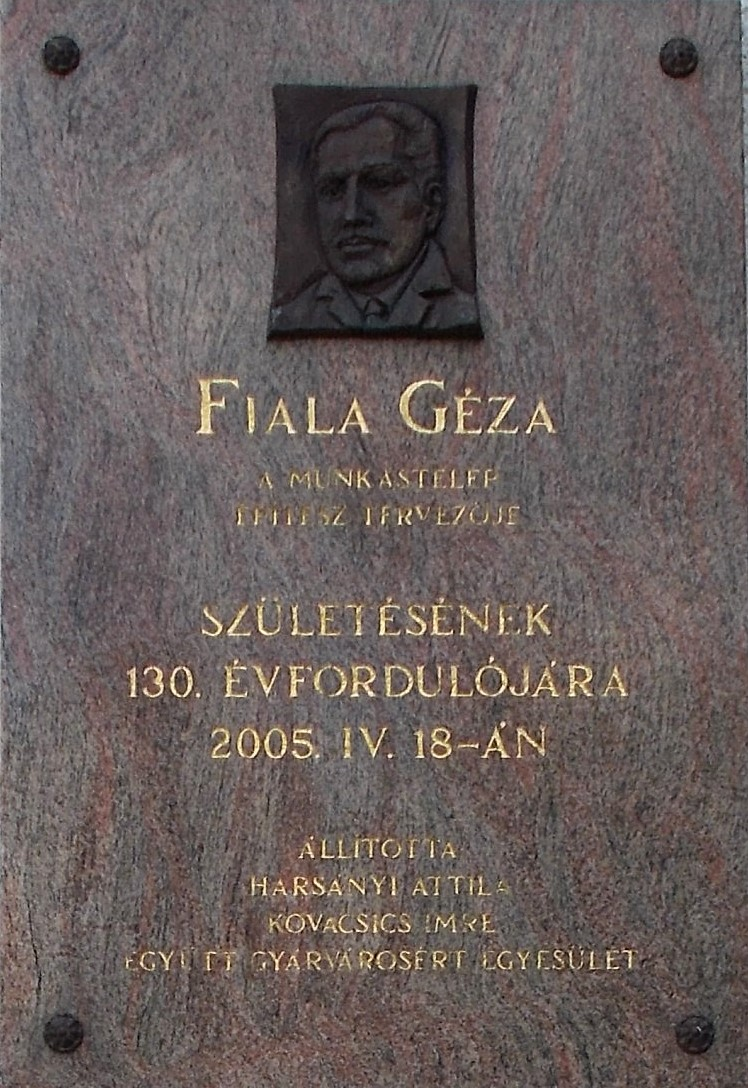
Emléktáblája Győrben

Fiala Károly és Langer Ilona fiaként született. Budapesten végezte iskoláit, majd a Műegyetemet is. Építészdiplomája 1900-ban lett kiadva. Ezt követően Budapesten helyezkedett el, de egy rövid ideig Kolozsvárott is dolgozott. Több állami hivatalban szolgált, így a Kereskedelmi Minisztériumban, az Államépítészeti Hivatalban, a Pénzügyminisztériumban, és a Pestvármegyei Államépítészeti Hivatalban. Legjelentősebb munkája a Kispesti Wekerletelep építéseinek felügyelete, illetve nem sokkal később a Győri úgynevezett Ágyúgyári-telep megtervezése. A telepen 62 lakóház épült fel 405 lakással. Az épületek a korban jellemző népies stílusban épültek. Maga Fiala 7 házat tervezett a telepre.
Munkásságát több ízben kitüntették (1931: miniszteri tanácsos, 1934: miniszteri tanácsos címet és jelleg). Budapesten és Győrben is emléktábla hirdeti a nevét. 2023-ban Harsányi Attila Kós Károly-díjas építész emlékoszlopot faragott Fialának.

## Ismert épületei
- 1915–1917: ágyúgyári lakótelep építésének vezetése (és 7 épület tervezése), Győr[4]
- 1918: óvoda, Győr, Madách utca 10.[8]
- 1927: lakóház, Budapest, Orbánchegyi út 15-17.[9]
- 1940–1942: lakóház, Budapest, Madách Imre út 11.[10]
- 1943: lakóház, Budapest, Thurzó utca 9/.[11]
- 1943–1944: lakóház, Budapest, Köztelek utca 4/a-b.[12]
- ?: a Wein-féle textilgyár budafoki gyártelepe,[4][13] Budapest, Gyár u. 27-31.[14]
- ?: 17 vámőr laktanya[4][13]
- ?: a Szent János Kórház egyes épületei, Budapest, Diós árok[13]
- ?: villaépületek[13]

## Írásai
- A Magyar Ágyúgyár R.-T. munkástelepe, Athenaeum Irodalmi Rt., Budapest, 1917[15][16]

## Képtár

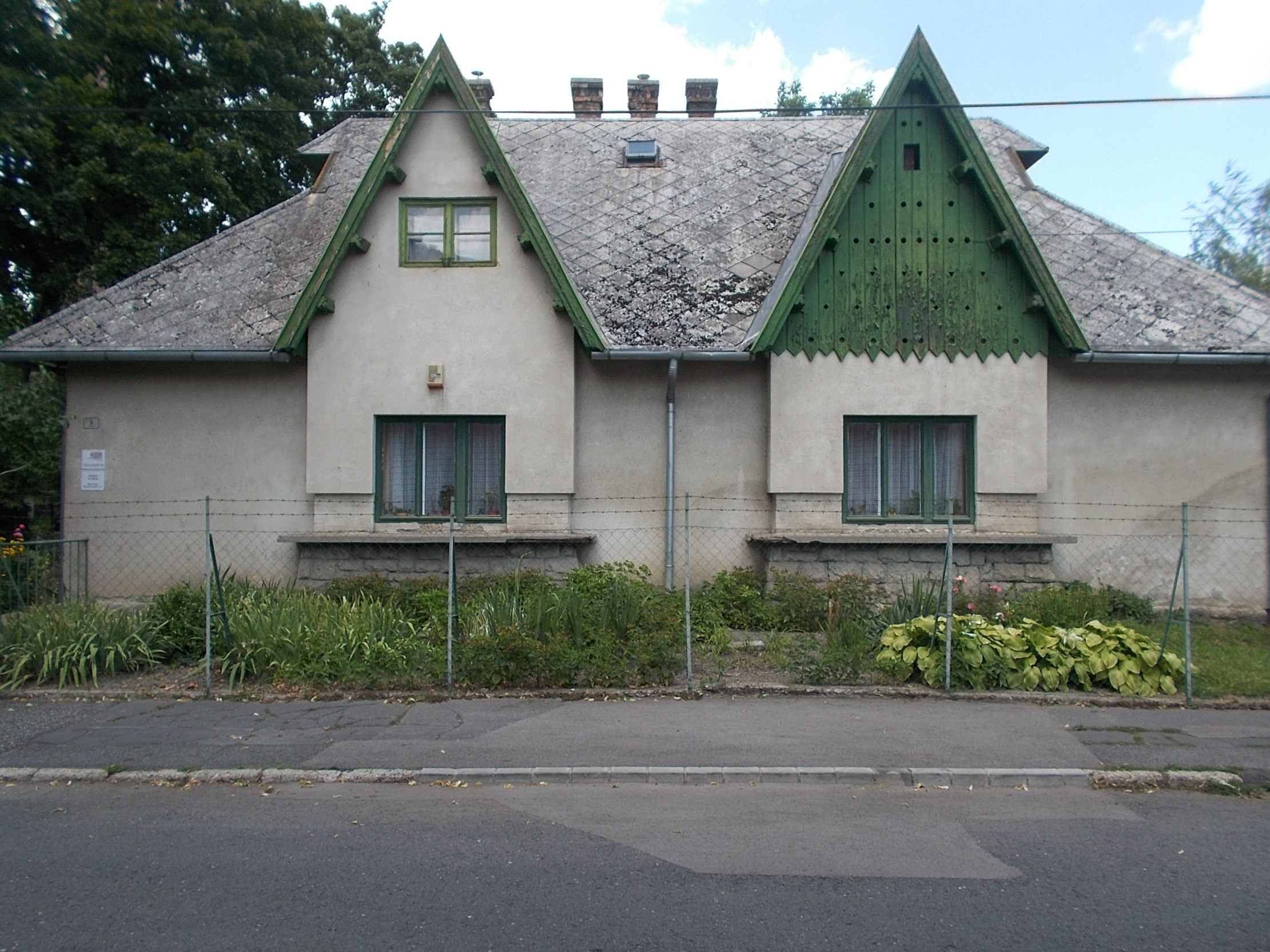
Ágyúgyári-telep (részlet)
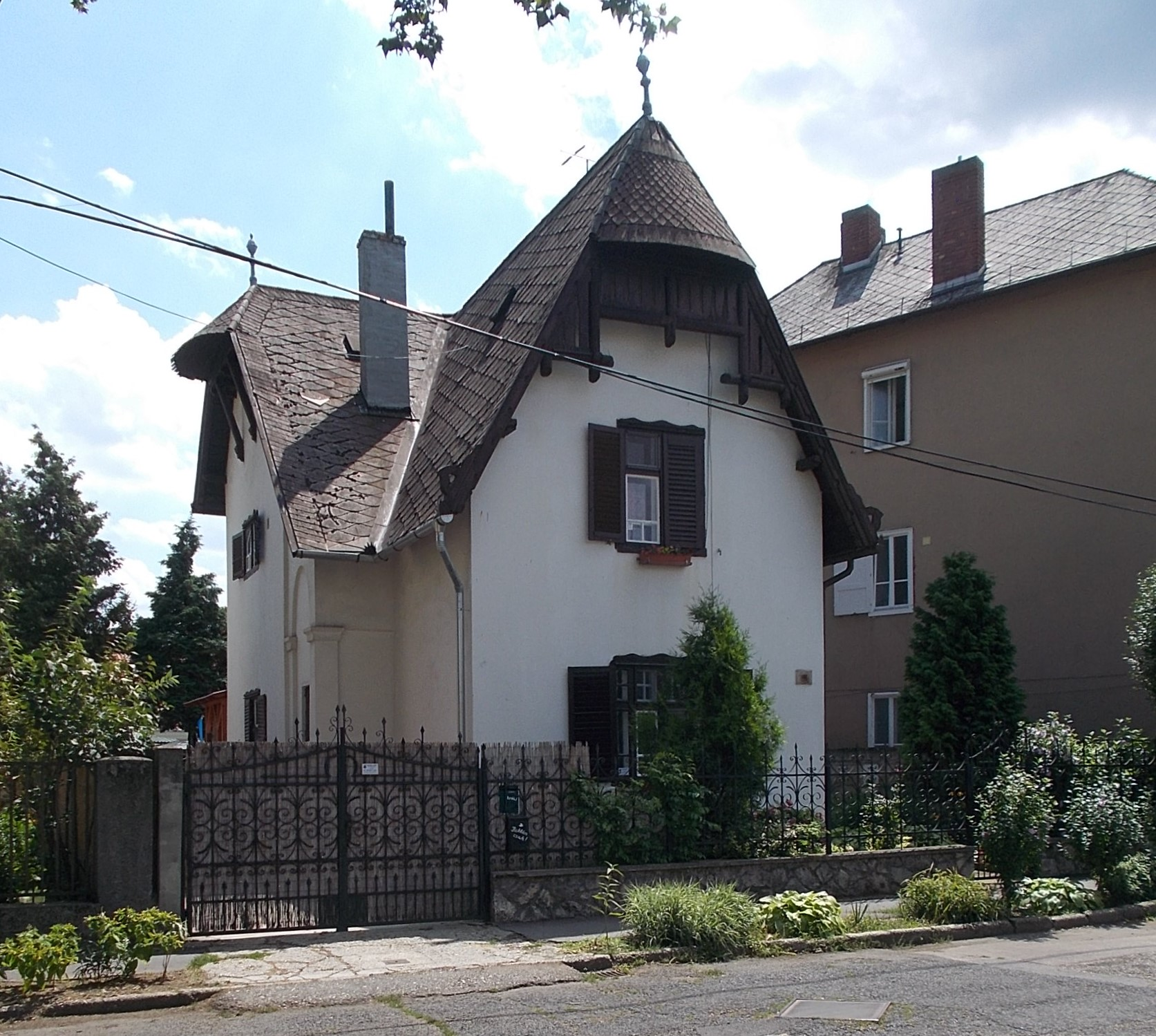
Ágyúgyári-telep (részlet)
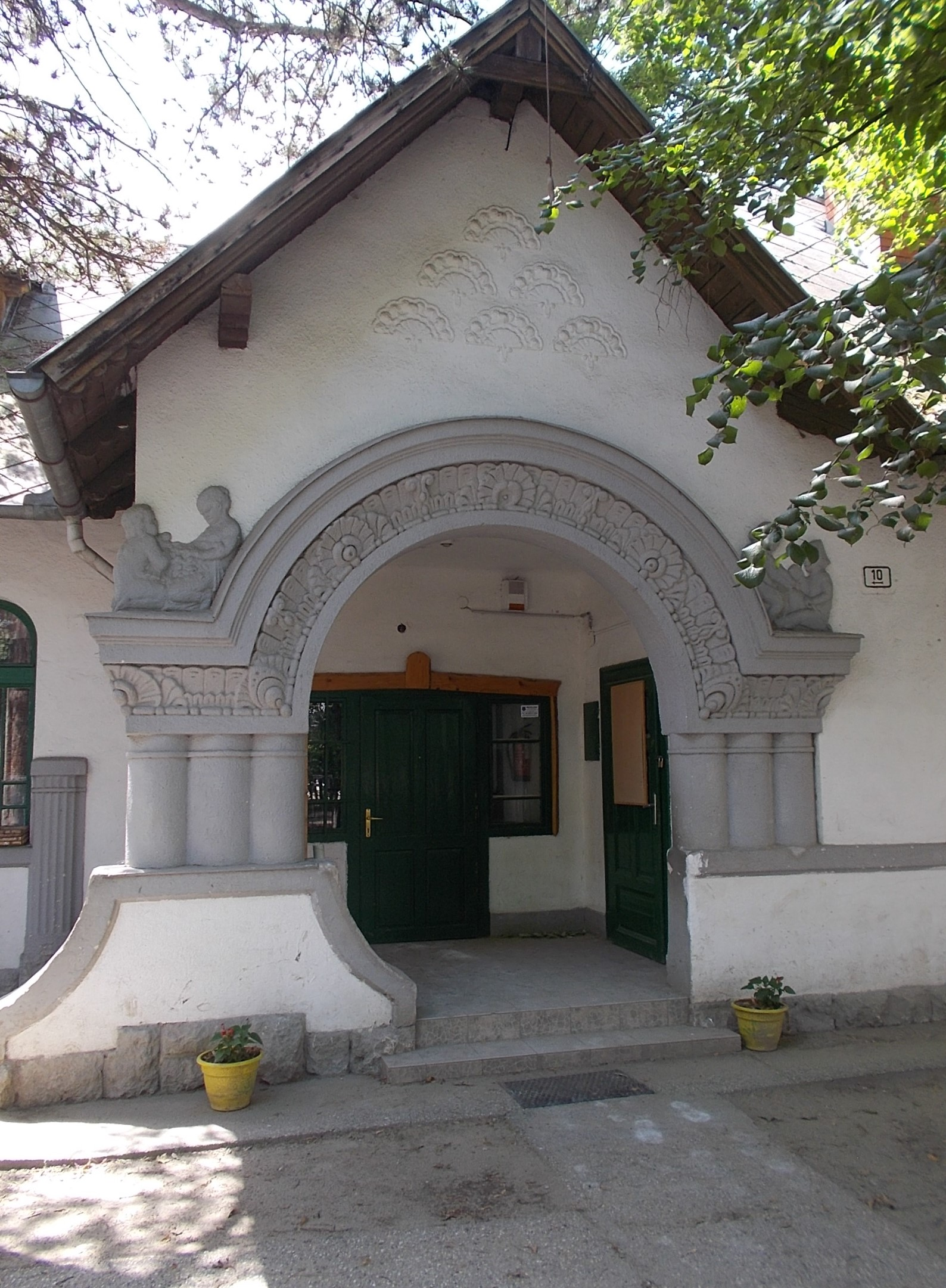
Ágyúgyári-telep (részlet)
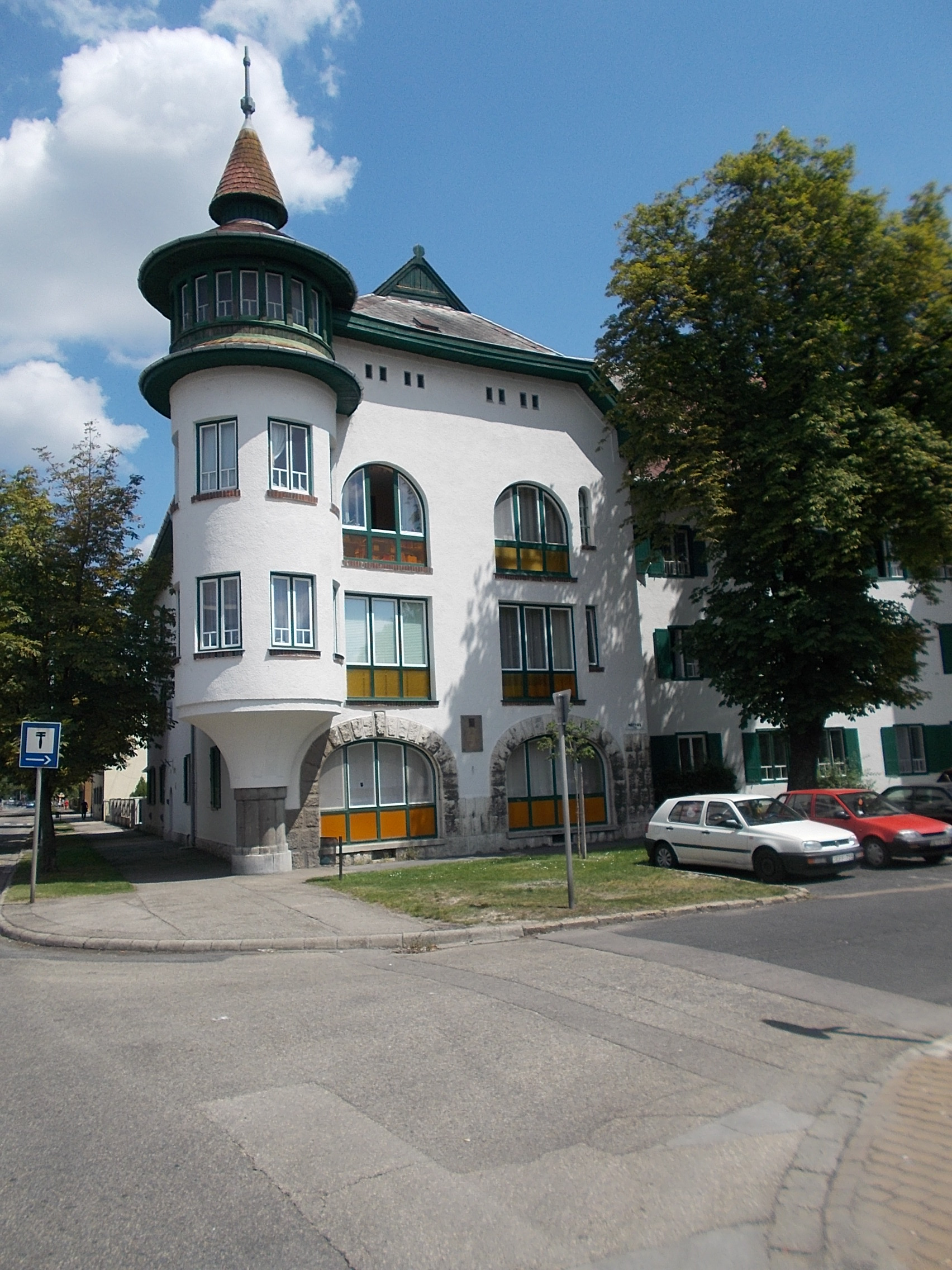
Ágyúgyári-telep (részlet)

## További irodalom
- Nagy Gergely: Kertvárosunk, a Wekerle, F. Szelényi Ház Művészeti és Kiadói Bt., Budapest, 1994, ISBN 963-8155-21-3
- (szerk.) Orbánné dr. Horváth Márta: Gyárváros Győrben. Egy munkástelep története, Gyárvárosiak Baráti Köre Egyesület, Győr, 2007, ISBN 978-963-06-2879-2